# Chama (Nouveau-Mexique)
Pour l’article homonyme, voir Chama.
Chama est un village de l'État américain du Nouveau-Mexique, situé dans le comté de Rio Arriba. Selon le recensement de 2010, sa population est de 1 022 habitants.